# Opera met het echte accent
Opera met het echte accent is een Chinese operavorm die tijdens de Qing-dynastie in Minnanyu taalgebieden ontstond. In de opera werd gesproken en gezongen in een vorm van Mandarijn. Mandarijn werd gezien als de Chinese oertaal afkomstig uit de regio Zhongyuan. Daarom werd de voertaal als "echt" gezien.
De opera werd oorspronkelijk alleen uitgevoerd in Zuidoost-Fujian, Chaoshan en Taiwan. Later verbreidde het zich tot Shanwei en Hailufeng. Er wordt muziek gemaakt door middel van daguangxianinstrumenten (大廣弦). In Chaozhou is de opera met het echte accent een tegenhanger van de opera met het volksaccent (白字戲).
De Staatsraad der Volksrepubliek China heeft de opera met het echte accent geplaatst op de lijst van immaterieel cultureel erfgoed van de eerste graad.